# آتیلیو دوتزیو
آتیلیو دوتزیو (ایتالیایی: Attilio Dottesio؛ ‏ ۱۶ ژوئیهٔ ۱۹۰۹ – ۱۲ فوریهٔ ۱۹۸۹) بازیگر اهل ایتالیا بود. 
از فیلم‌هایی که وی در آن نقش داشته است، می‌توان به برای تابوتی پر از دلار، مشت، دزدان دریایی و کاراته، اردوگاه آزمایش‌های انسانی اس‌اس، برادر تاتسیو، اهل ولتری، دختر اهل بولونیا، پیرینو در مقابل همه، در آخرین لحظه، راهبه دیر کاسترو، مرد هوسران، قهرمانان در جهنم، مرگ به یک قاتل لبخند می‌زند، داستان‌های غیراخلاقی از باکره‌های شهوانی، بازهم حکایت‌های کانتربری سکسی، امانوئل سیاه ۲، بیا درباره زن‌ها حرف بزنیم، تعقیب مرگبار، آموزگار جایگزین، تبهکاران، من خوش‌عکسم  و سرسخت و مقتدر اشاره کرد.